# Irán elnökeinek listája

Az Iráni Iszlám Köztársaság állami zászlaja

Ez az Iráni Iszlám köztársaság elnökeinek listája, a köztársaság kikiáltásától (1980-tól) kezdve.

Az 1979-es iráni forradalom előtt fennállt Iráni Monarchia uralkodóinak listáját lásd itt: Iráni uralkodók listái.

## Politikai háttér
Az iráni forradalmat követő első népszavazás (1979. március 29. és 30.) eredménye alapján kikiáltották az Iráni Iszlám Köztársaságot. A legfőbb vallási vezető, Ruholláh Homeini ajatollah a Szakértők Tanácsát bízta meg az új köztársasági alkotmány kidolgozásával. Az elkészült alaptörvényt 1979. október 4-én Homeini ajatollah és Mehdi Bazargan miniszterelnök írta alá, és 1979 decemberében népszavazáson is elfogadtatták. Az 1979-es alkotmány a legfőbb vallási vezetőnek adott jogot az államfői tisztség viselésére, az elnöknek és miniszterelnöknek pedig a kormány irányítására. A miniszterelnöki tisztséget 1989-ben eltörölték.
Az első iráni elnökválasztást 1980. január 25-én tartották. A szavazatok 76%-ával Homeini ajatollaha bizalmasa, a független Abolhasszán Baniszadr közgazdász lett Irán első elnöke, de őt már 1981. június 22-én a parlament leváltotta. Az elnöki jogokat az Ideiglenes Elnöki Tanács látta el az 1981. július 24-i (előrehozott) elnökválasztásig, ahol Mohammad Ali Rádzsái-t választották meg, őt azonban egy hónap múlva, 1981. augusztus 30-án miniszterelnökével, Mohammed Bahonárral együtt meggyilkolták a szekularizált államért küzdő, radikális mudzsáhedek. Ismét az Ideiglenes Elnöki Tanács vitte az elnöki funkciót, majd 1981. október 13-án Ali Hámenei ajatollah-t választották Irán harmadik elnökévé.
A legutóbbi, 2021-es választást Ebrahim Raiszi nyerte, ezzel ő lett Irán nyolcadik elnöke.

## Irán elnökeinek listája
Független
      Muzulmán konzervatív 
      Reformpárti 
      Mérsékelt 
      Átmeneti elnöki–főpapi testület
| # | Név | Kép | Szül–hal. | Hivatalba lép       | Hivatal vége                               | Politikai párt                                        | Miniszterelnök                                          | Alelnök                                 |
| --- | --- | --- | --------- | ------------------- | ------------------------------------------ | ----------------------------------------------------- | ------------------------------------------------------- | --------------------------------------- |
| 1 | Abolhasszán Baniszadr سیِّدابوالحسن بنی‌صدر                                                                                             | | 1933–2021 | 1980. február 4.    | 1981. június 22. (leváltották)             | Független                                             | Mohammad Ali Rádzsái ˛محمدعلی رجائی                     | Nincs alelnöki tisztség                 |
| Ideiglenes Elnöki Tanács (Vezető: Mohammad Behesti سیّد محمد حسینی بهشتی , majd Abdul-Karim Muszávi Ardebili عبدالکریم موسوی اردبیلی) | Ideiglenes Elnöki Tanács (Vezető: Mohammad Behesti سیّد محمد حسینی بهشتی , majd Abdul-Karim Muszávi Ardebili عبدالکریم موسوی اردبیلی) | Ideiglenes Elnöki Tanács (Vezető: Mohammad Behesti سیّد محمد حسینی بهشتی , majd Abdul-Karim Muszávi Ardebili عبدالکریم موسوی اردبیلی) | –         | 1981. június 22.    | 1981. augusztus 1./2.                      | –                                                     | Mohammad Ali Rádzsái ˛محمدعلی رجائی                     | Nincs alelnöki tisztség                 |
| 2 | Mohammad Ali Rádzsái محمدعلی رجائی                                                                                                   | | 1933–1981 | 1981. augusztus 2.  | 1981. augusztus 30. (meggyilkolták)        | Iszlám Köztársasági Párt                              | Mohammad Dzsavad Bahonár محمدجواد باهنر (meggyilkolták) | Nincs alelnöki tisztség                 |
| Ideiglenes Elnöki Tanács (Vezető: Mohammad-Reza Mahdavi Káni محمدرضا مهدوی کنی )                                                     | Ideiglenes Elnöki Tanács (Vezető: Mohammad-Reza Mahdavi Káni محمدرضا مهدوی کنی )                                                     | Ideiglenes Elnöki Tanács (Vezető: Mohammad-Reza Mahdavi Káni محمدرضا مهدوی کنی )                                                     | –         | 1981. augusztus 30. | 1981. október 13.                          | –                                                     | Mohammad-Reza Mahdavi Kani محمدرضا مهدوی کنی            | Nincs alelnöki tisztség                 |
| 3 | Ali Hámenei علی حسینی خامنهای | | 1939–     | 1981. október 13.   | 1985. augusztus 16.                        | Iszlám Köztársasági Párt ↓ A Harcoló Papság Társulása | Mir-Husszejn Muszávi میرحسین موسوی خامنه                | Nincs alelnöki tisztség                 |
| 3 | Ali Hámenei علی حسینی خامنهای | 1985. augusztus 16. | 1939–     | 1989. augusztus 3.  |                                            | Iszlám Köztársasági Párt ↓ A Harcoló Papság Társulása | Mir-Husszejn Muszávi میرحسین موسوی خامنه                | Nincs alelnöki tisztség                 |
| 4 | Akbar Hásemi Rafszandzsáni اکبر هاشمی رفسنجانی                                                                                       | | 1934–2017 | 1989. augusztus 3.  | 1993. augusztus 3.                         | A Harcoló Papság Társulása ↓ Építők Pártja            | A miniszterelnöki tisztséget eltörölték.                | Hasszán Habibi حسن ابراهیم حبیبی        |
| 4 | Akbar Hásemi Rafszandzsáni اکبر هاشمی رفسنجانی                                                                                       | 1993. augusztus 3. | 1934–2017 | 1997. augusztus 2.  |                                            | A Harcoló Papság Társulása ↓ Építők Pártja            | A miniszterelnöki tisztséget eltörölték.                | Hasszán Habibi حسن ابراهیم حبیبی        |
| 5 | Mohammad Khatami سید محمد خاتمی | | 1943–     | 1997. augusztus 2.  | 2001. augusztus 8.                         | Harcos Papok Szövetsége                               | A miniszterelnöki tisztséget eltörölték.                | Hasszán Habibi حسن ابراهیم حبیبی        |
| 5 | Mohammad Khatami سید محمد خاتمی | 2001. augusztus 8. | 1943–     | 2005. augusztus 3.  | Mohammad-Reza Aref محمدرضا عارف            | Harcos Papok Szövetsége                               | A miniszterelnöki tisztséget eltörölték.                |                                         |
| 6 | Mahmud Ahmadinezsád محمود احمدنژاد                                                                                                   | | 1956–     | 2005. augusztus 3.  | 2009. augusztus 5.                         | Iszlám Irán Építőinek Szövetsége                      | A miniszterelnöki tisztséget eltörölték.                | Parviz Davoodi پرویز داوودی             |
| 6 | Mahmud Ahmadinezsád محمود احمدنژاد                                                                                                   | 2009. augusztus 5. | 1956–     | 2013. augusztus 3.  | Eszfandiar Ráhim Masáei اسفندیار رحیممشایی | Iszlám Irán Építőinek Szövetsége                      | A miniszterelnöki tisztséget eltörölték.                |                                         |
| 6 | Mahmud Ahmadinezsád محمود احمدنژاد                                                                                                   | 2009. augusztus 5. | 1956–     | 2013. augusztus 3.  | Mohammad-Reza Ráhimi محمدرضا رحيمی         | Iszlám Irán Építőinek Szövetsége                      | A miniszterelnöki tisztséget eltörölték.                |                                         |
| 7 | Hasszán Rohani حسن روحانی | | 1948–     | 2013. augusztus 3.  | 2021. augusztus 3.                         | Mérséklet és Fejlődés Pártja                          | A miniszterelnöki tisztséget eltörölték.                | Esák Dzsahangiri اسحاق جهانگیری کوهشاهی |
| 8 | Ebrahim Raiszi ابراهیم رئیسی | | 1960–2024 | 2021. augusztus 3.  | 2024. május 19.                            | A Harcoló Papság Társulása                            | A miniszterelnöki tisztséget eltörölték.                | Mohammad Mokhber محمد مخبر دزفولی       |